# Budapest XII. kerületének műemléki listája
Ez a lista Budapest XII. kerületének műemlékeit tartalmazza.
| Törzsszám | Helység     | Cím                                                                   | Név                                          | Helyrajzi szám                         |
| --------- | ----------- | --------------------------------------------------------------------- | -------------------------------------------- | -------------------------------------- |
| 15718     | Budapest 12 | Csaba utca 5.                                                         | R.k. templom                                 | 6835/18                                |
| 16333     | Budapest 12 | Szilágyi Erzsébet fasor 18.                                           | Gazdasági Hivatal és Nyilvános Rendelő (II.) | 6836/2                                 |
| 16333     | Budapest 12 | Diósárok utca 1-3.                                                    | Szent János Kórház                           | 10168/2                                |
| 15808     | Budapest 12 | Alkotás u. 48-50., Győri út 17.                                       | Erzsébet kórház épületegyüttese              | 7804, 7805/1                           |
| 15808     | Budapest 12 | Alkotás utca 42-46., Győri út 11-15., Kiss János altábornagy utca 20. | Testnevelési Főiskola északi melléképülete   | 7804                                   |
| 15808     | Budapest 12 | Alkotás utca 42-46., Győri út 11-15., Kiss János altábornagy utca 20. | Testnevelési Főiskola déli melléképülete     | 7804                                   |
| 15717     | Budapest 12 | Csaba utca 5.                                                         | Rk. kápolna                                  | 6835/18                                |
| 15718     | Budapest 12 | Csaba utca 5.                                                         | R.k. templom és torony                       | 6835/18                                |
| 15722     | Budapest 12 | Galgóczy Károly utca 49.                                              | Mária-kápolna                                | 10335                                  |
| 15726     | Budapest 12 | Kútvölgyi út 4.                                                       | Központi Állami Kórház                       | 10733/6                                |
| 15739     | Budapest 12 | Városmajor utca 59., Maros utca 60., Temes utca 2.                    | Általános iskola és óvoda                    | 6832/1                                 |
| 15808     | Budapest 12 | Alkotás utca 42-46., Győri út 11-15., Kiss János altábornagy utca 20. | volt Testnevelési Főiskola főépülete         | 7804                                   |
| 15918     | Budapest 12 | Költő utca, Felhő utca                                                | Elemi népiskola épületegyüttese              | 9612/4, 9612/5, 9612/6, 9612/7, 9612/8 |
| 15937     | Budapest 12 | Csörsz utca 18.                                                       | Kultúrház                                    | 7904                                   |
| 16346     | Budapest 12 | Diana u. 4.                                                           | Szt. László római katolikus templom          | 9612/8                                 |